# Модель 1978 (каска)

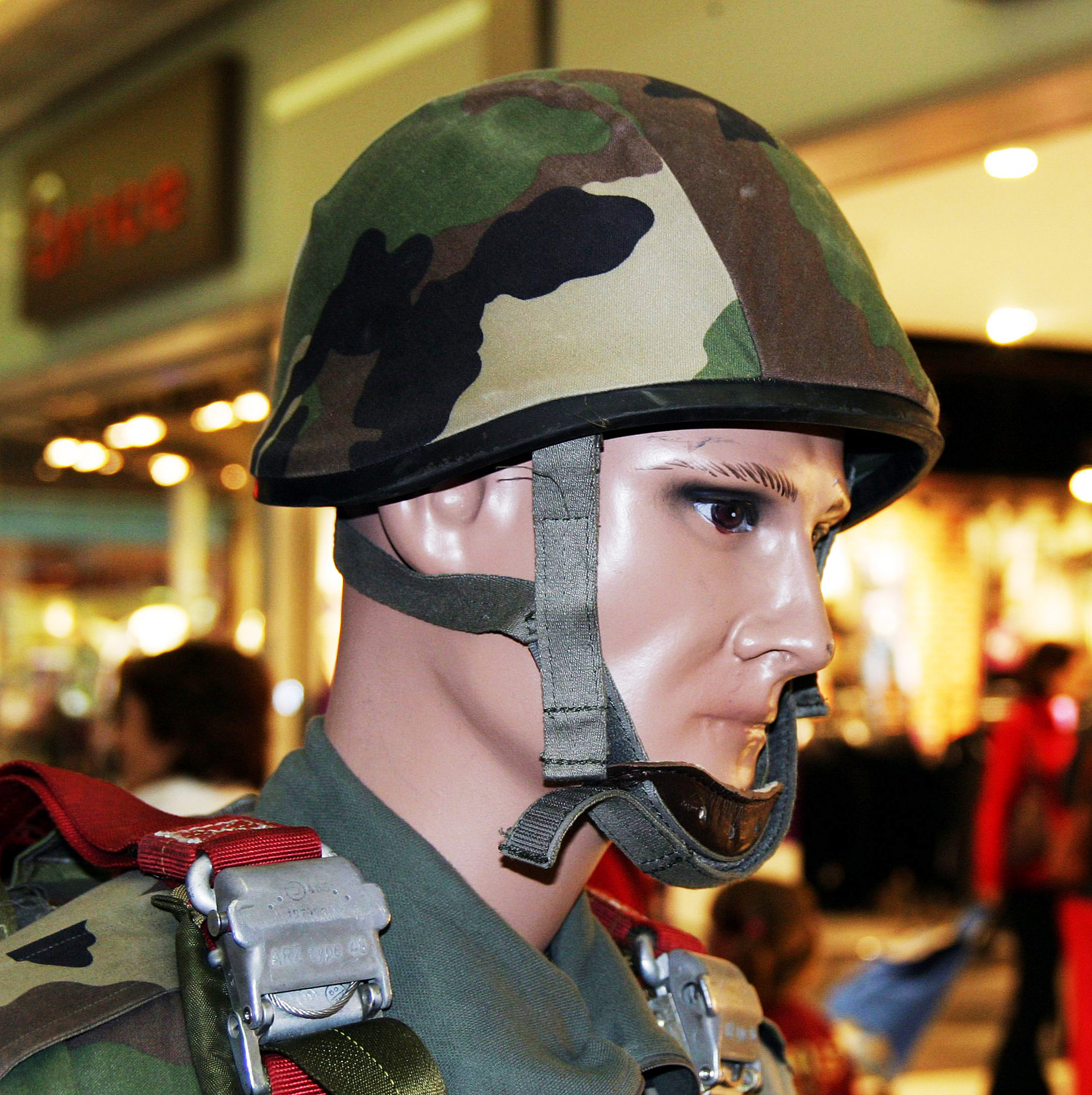
Шлем Modèle 1978

Modèle 1978 — стальной шлем, используемый французской армией под обозначением F1 и обычно называемый «тяжелым шлемом». Он заменил шлем Модели 1951 года. Это был стандартный шлем как для армии, так и для жандармерии быстрого реагирования. В 1992 году шлем SPECTRA начал заменять Modèle 1978. Шлем SPECTRA сделан из волокна Spectra, что делает Modèle 1978 последним французским шлемом из стали.

## История
Исследовательская работа по будущему Modèle 1978 начались в начале 1970-х годах Первый образец будущего Mle 1978 получил название F1 и должен был стать общевойсковым шлемом. Однако, при испытаниях шлема десантниками, были выявлены недостатки, из-за которых армейским руководством было принято решение не дорабатывать F1, а начать разработку нового шлема. Проводились испытания различных серий шлемов: три серии (А-1, А-2 и А-3 по 50 штук) из марганцовистой стали и еще три (П-1, П-2 и П-3 по 33, 34 и 33 штуки соответственно) из поликарбоната. В 1974 году к ним добавился MP-4 Fritz. Выводы не рекомендовали дальнейшую разработку какой-либо из этих изученных моделей.

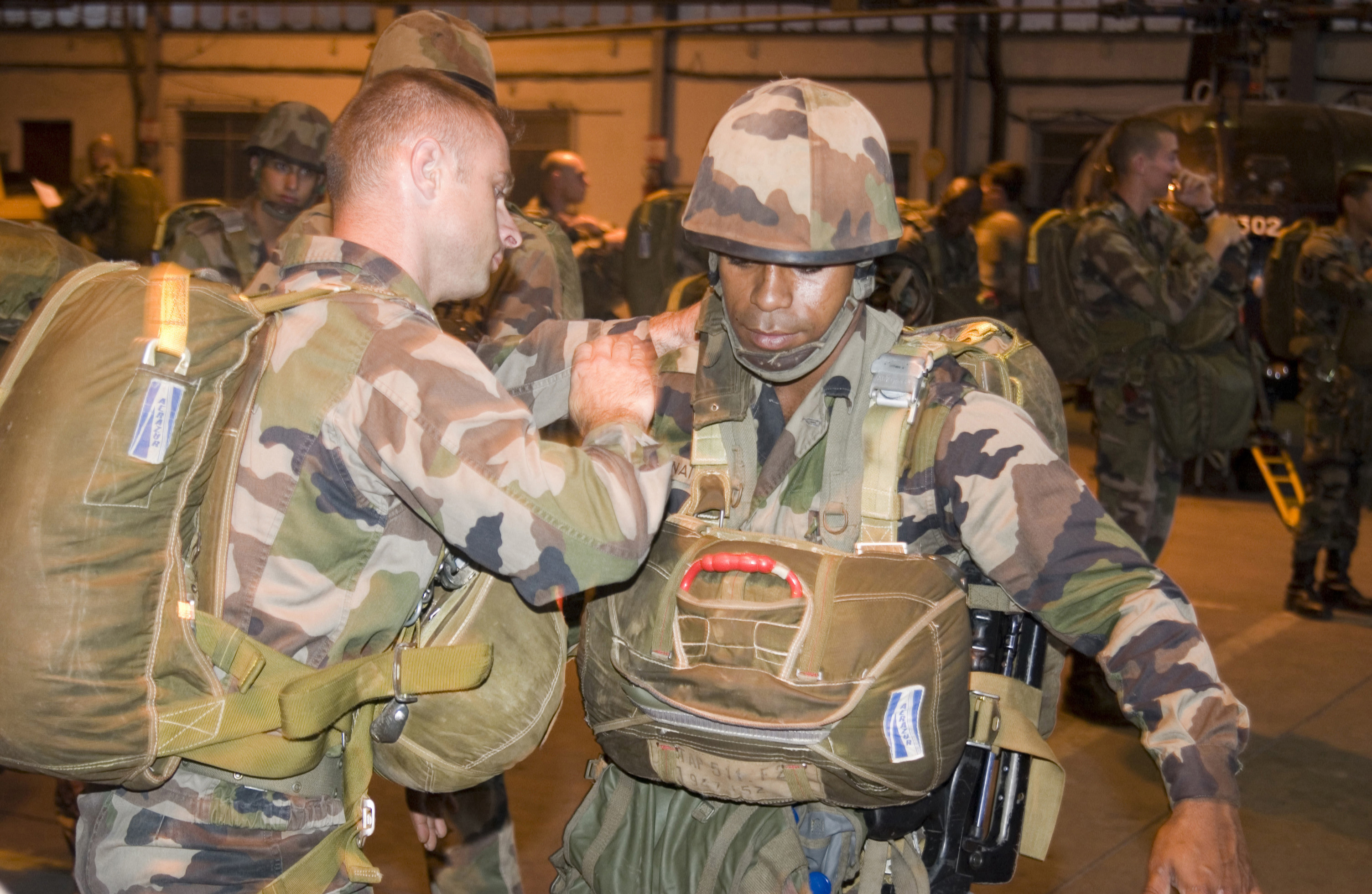
Боец иностранного легиона в шлеме Mle 1978

В 1976 году было принято решение о возобновлении разработки нового шлема для замены F-1. С этой целью компания Danois подвергла прототипы А-4 и А-5 различным испытаниям, изготовив по 1000 единиц каждого прототипа. Исследование включало различные перестановки с заменой его элементов.
В отличие от старого шлема Modèle 1951, новый образец представлял собой цельный тяжелый шлем, а не легкий подшлемник под более прочным металлическим шлемом. Прототипы отправились на испытания в 1-й парашютно-егерский полк, 75-й пехотный полк и 13-й альпийский батальон егерей .
5 июня 1978 года французская армия одобрила прототип шлема A4 с подбородочным ремнём A5 в качестве шлема Modèle 1978 года. Использование десантниками, в частности, позволило улучшить подбородочный ремень, чтобы избежать несчастных случаев. Модифицированный вариант поступил на вооружение в 1982 году как шлем F1 série 2. Шлем может быть оснащен пластиковым камуфляжным покрытием .
В 1981 году каски нового образца начали получать части 9-й пехотной дивизии французской армии (в дальнейшем, ими должны были полностью оснастить части сухопутных войск).
Шлем Modèle 1978 в первый раз был использован миротворческим контингентом в Ливане в 1982 году .

## Описание
Modèle 1978 представляет собой шлем из немагнитной стали толщиной 1,2 мм и весом 1,2 кг . Традиционно шлем окрашивали оливковой краской с изолирующими от инфракрасного излучения свойствами, чтобы уменьшить тепловую сигнатуру владельца . Подбородочный ремень усовершенствованный двойной, регулируемый, с быстрой регулировкой на липучке, с ремнями на затылке. Липучка является доминирующим элементом для регулировки, присутствуя как на привязях подбородочного ремня, так и на защите подбородка.
Производство шлема осуществлялось компанией Dunois в Кусансе и GIAT в Ренне. К 1983 году на вооружении находилось около 300 000 шлемов, всего было запланировано к передаче в войска 700 000 шлемов .

## Пользователи
- Франция
- Ливан

## Галерея

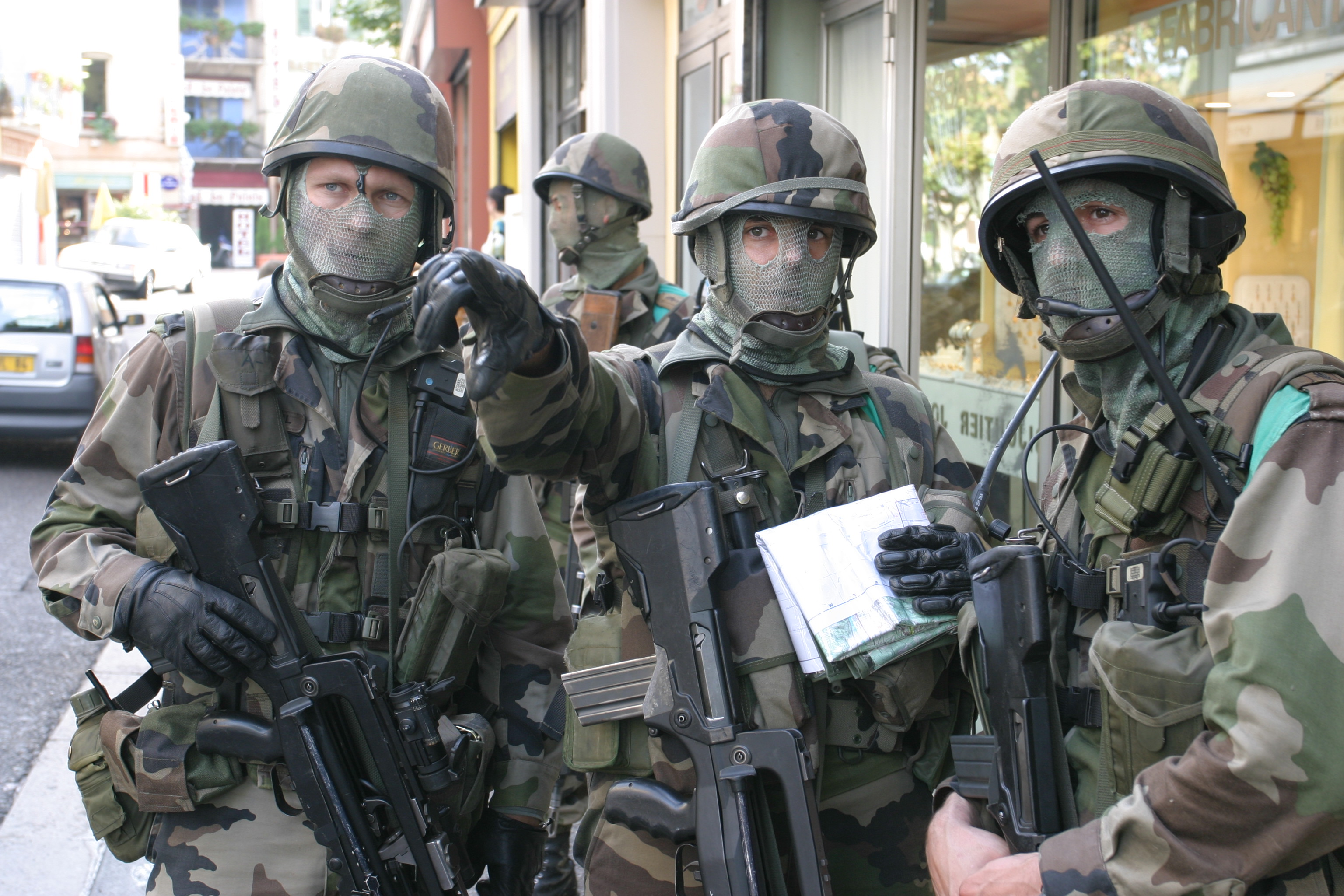
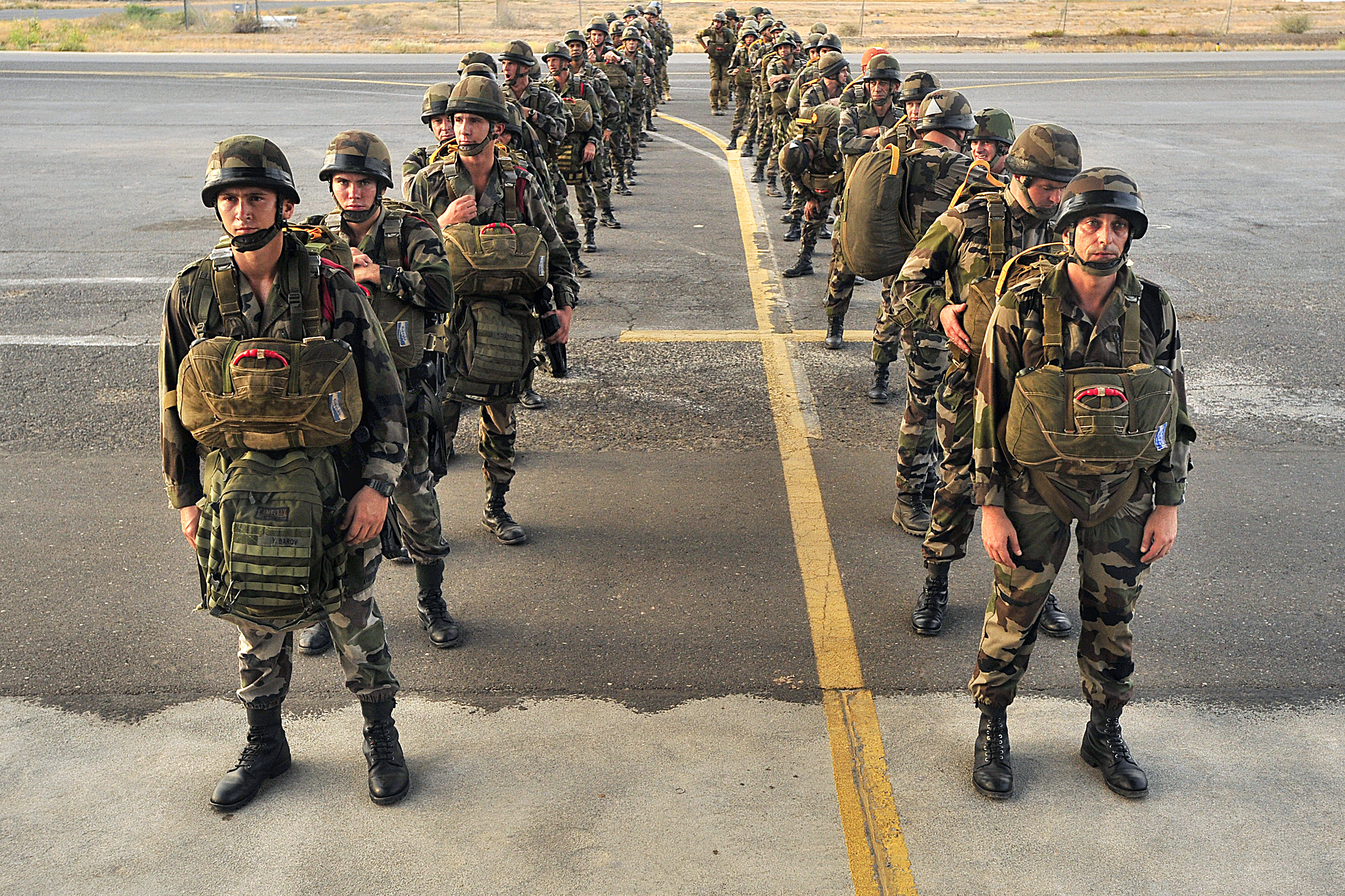
Французские парашютисты в Mle 1978.
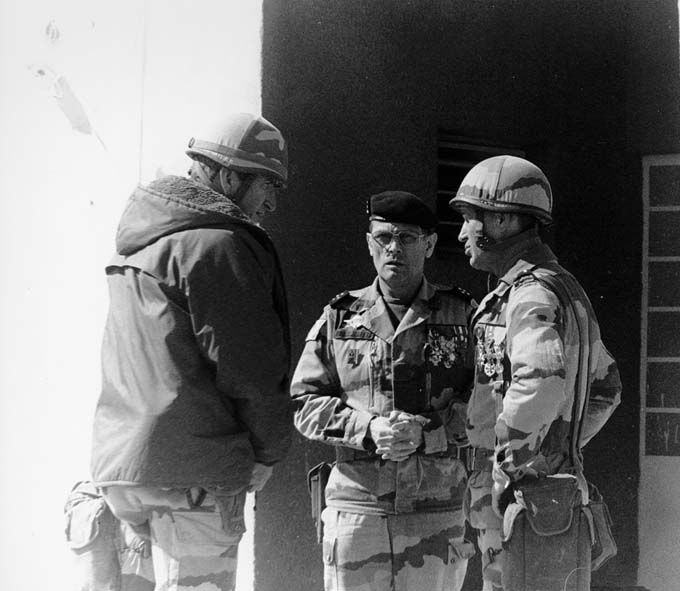
Ас-Салман, Ирак, 10 марта 1991 года.
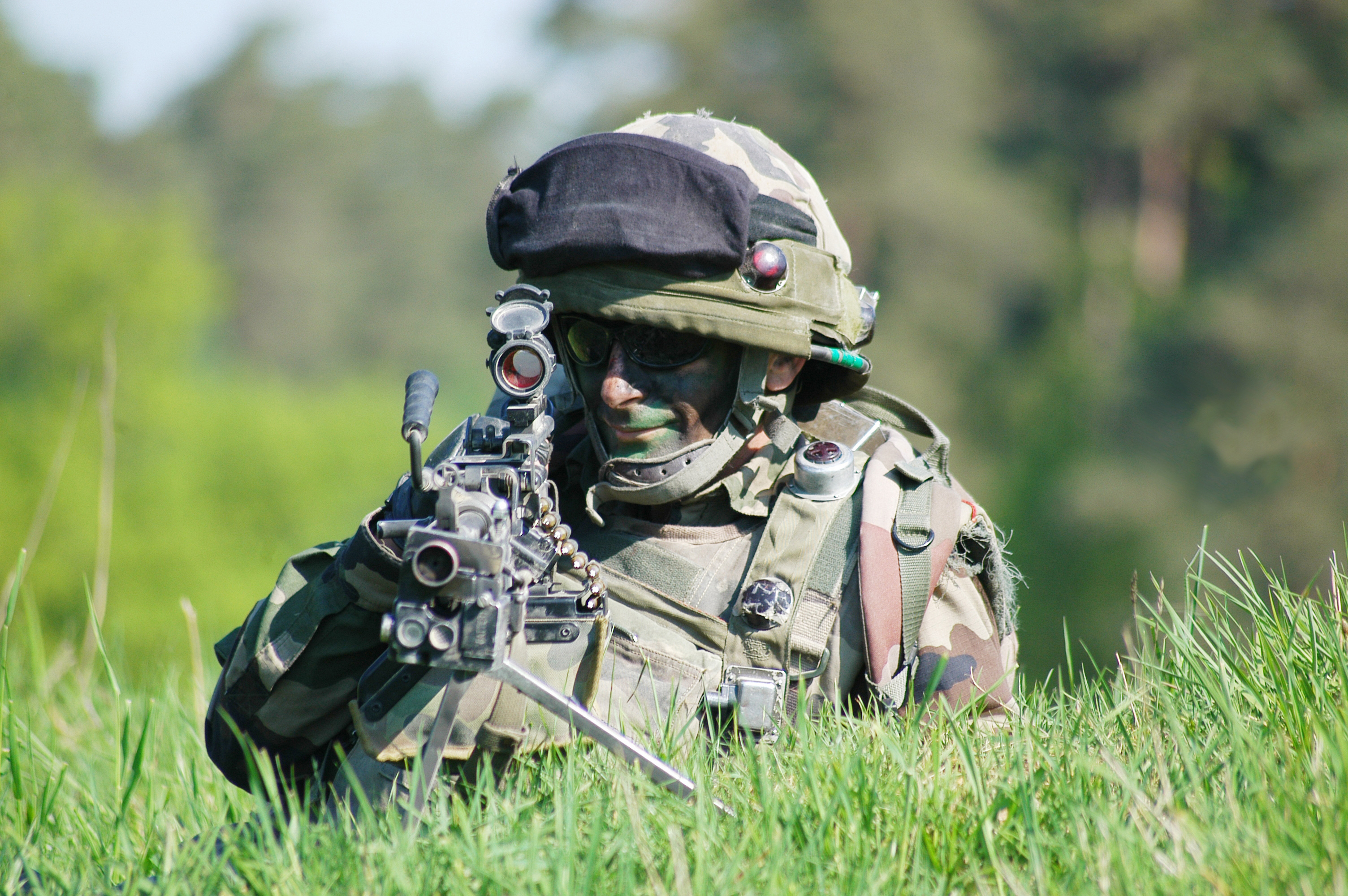
Французский солдат в Mle 1978 на учениях в Германии.
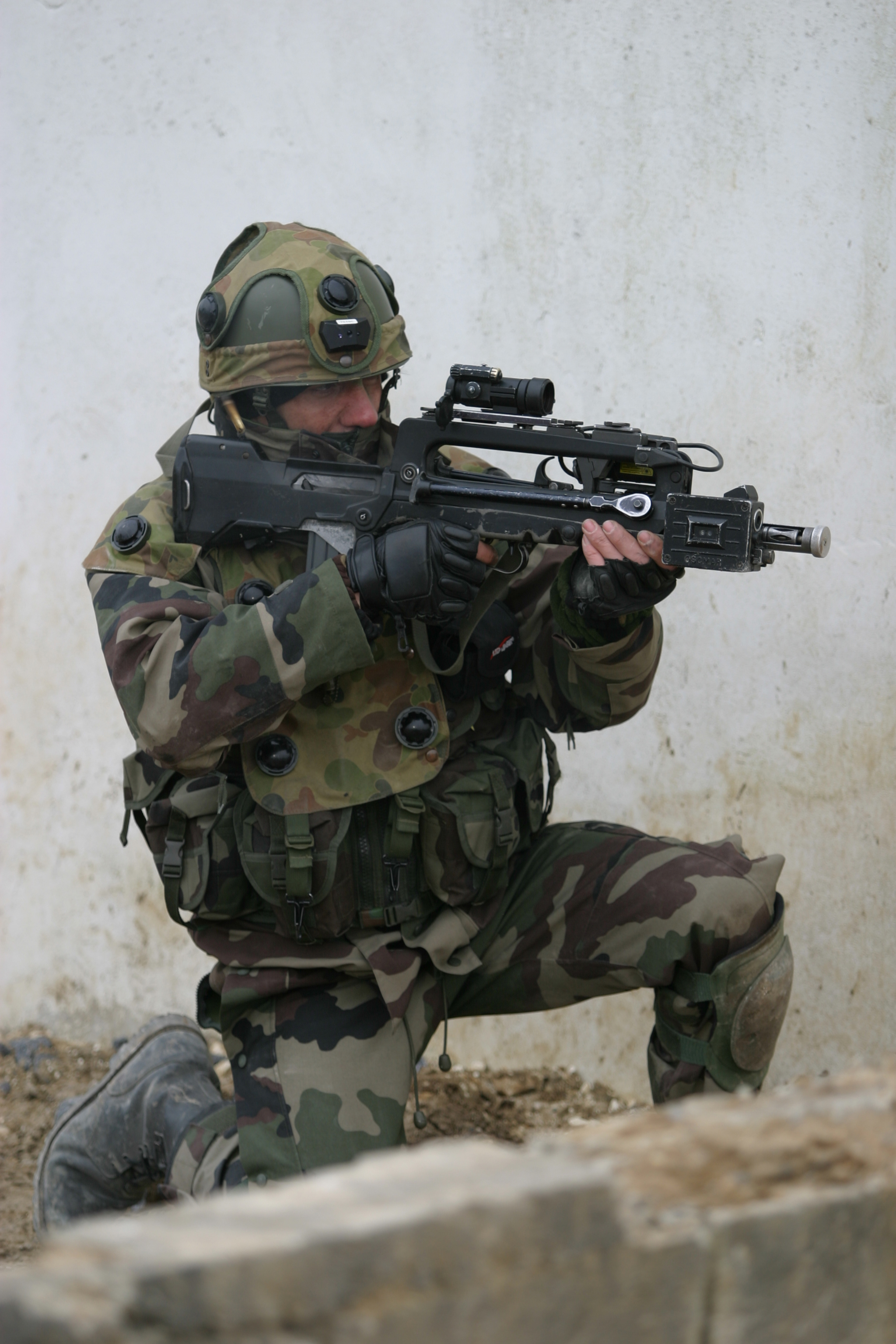
Боец иностранного легиона в шлеме Mle 1978.